# Strażak (stopień)
Strażak (str.) – pierwszy (najniższy) stopień strażacki Państwowej Straży Pożarnej oraz stopień funkcyjny Ochotniczej Straży Pożarnej. Wyższym stopniem jest starszy strażak. Stopień nadaje się obligatoryjnie każdemu, po przyjęciu do służby w Państwowej Straży Pożarnej.

naramiennik stopnia strażaka PSP
dystynkcja stopnia strażaka OSP